# بيتا-ألانين
بيتا-ألانين هو حمض أميني له دور في تكوين ثنائي الببتيد المسمى كارنوسين بالاشتراك مع الهستيدين وكذلك له دور في تكوين حمض البانتوثينك (فيتامين ب5) وبذلك فهو يساهم في تكوين البروتين وبالتالي في الأنشطة الحيوية بشكل غير مباشر لأن الكارنوسين الذي يسهم هذا الحمض في إنتاجه يوجد بتراكيز عالية في أنسجة الدماغ والعضلات وبهذا فإن وجود حمض البيتا-ألانين مهم لجسم الإنسان.

## اقرأ أيضًا
- ألانين
- بروتين
- بروتين اندماجي
- حمض أميني